# Heterosmilax
Heterosmilax Kunth – rodzaj wieloletnich pnączy z rodziny kolcoroślowatych, obejmujący 13 gatunków występujących w tropikalnej i subtropikalnej Azji. Nazwa rodzaju została utworzona poprzez dodanie greckiego przedrostka ετέρο ('etero – inny) do nazwy rodzaju Smilax (kolcorośl).

## Morfologia
PokrójZdrewniałe lub częściowo zielne pnącza.
ŁodygaPędy naziemne gładkie, pozbawione kolców.
LiścieOgonki liściowe wąsko oskrzydlone u nasady lub wierzchołkowo. Zwykle obecne są wąsy czepne. Blaszki liściowe jajowate lub podługowato-lancetowate.
KwiatyRośliny jednopienne. Kwiaty małe, zebrane w pojedynczy baldach, wyrastający z kąta liścia właściwego lub łuskowatej podsadki na spłaszczonym pędzie kwiatostanowym u nasady otoczonym łuskowatym profilem. Okwiat o listkach zrośniętych w butelkowatą rurkę, otwarty przez ząbkowany wierzchołek. Kwiaty męskie o 3, 6 lub 9–12 pręcikach, zrośniętych proksymalnie lub na całej długości w synandrium. Główki pręcików wolne. Kwiaty żeńskie o trójkomorowej zalążni, otoczonej przez od 3 do 6 prątniczek. Znamiona słupka zakrzywione.
OwoceCzarne, kuliste jagody. Nasiona ciemnobrązowe.
Gatunki podobnePrzedstawiciele rodzaju kolcorośl, o wolnych listkach okwiatu.

## Systematyka
Pozycja rodzaju według Angiosperm Phylogeny Website (aktualizowany system APG IV z 2016)Rodzaj zaliczany jest do rodziny kolcoroślowatych (Smilacaceae), należącej do rzędu liliowców (Liliales) zaliczanych do jednoliściennych (monocots).
Gatunki
- Heterosmilax borneensis A.DC.
- Heterosmilax chinensis F.T.Wang
- Heterosmilax gaudichaudiana (Kunth) Maxim.
- Heterosmilax japonica Kunth
- Heterosmilax longiflora K.Y.Guan & Noltie
- Heterosmilax micrandra T.Koyama
- Heterosmilax micrantha (Blume) Bakh.f.
- Heterosmilax paniculata Gagnep.
- Heterosmilax pertenuis (T.Koyama) T.Koyama
- Heterosmilax polyandra Gagnep.
- Heterosmilax seisuiensis (Hayata) F.T.Wang & Tang
- Heterosmilax septemnervia F.T.Wang & Tang
- Heterosmilax yunnanensis Gagnep.